# Polygala decidua
Polygala decidua är en jungfrulinsväxtart som beskrevs av Joseph Blake. Polygala decidua ingår i släktet jungfrulinssläktet, och familjen jungfrulinsväxter. Inga underarter finns listade i Catalogue of Life.